# Jukkree U-ta
Jukkree U-ta (thailändisch จักรกรี อุทา; * 6. April 2006 in Suphanburi) ist ein thailändischer Fußballspieler.

## Karriere
Jukkree U-ta erlernte das Fußballspielen in der Jugend des Suphanburi FC. Hier unterschrieb er Ende Januar 2024 auch seinen ersten Vertrag. Der Verein aus Suphanburi spielt in der zweiten Liga, der Thai League 2. Sein Zweitligadebüt gab er am 27. April 2024 (34. Spieltag) im Heimspiel gegen den Phrae United FC. Bei dem 0:0-Unentschieden wurde er in der 79. Minute für Nanthiphat Samingnakorn eingewechselt. Nach einem Ligaspiel wurde sein Vertrag im Sommer 2024 nicht verlängert. Im Januar 2025 nahm ihn der Suphanburi FC ein weiteres Mal unter Vertrag. Am Ende der Saison 2024/25 musste er mit Suphanburi in die dritte Liga absteigen.